# Kaṙlen Mkrtčyan
Kaṙlen Mkrtčyan (in armeno Կառլեն Մկրտչյան?, traslitterazione anglosassone: Karlen Mkrtchyan; Erevan, 25 novembre 1988) è un ex calciatore armeno, di ruolo centrocampista.

## Palmarès

### Club
- Campionato armeno: 7

P'yownik: 2004, 2005, 2006, 2007, 2008, 2009, 2010
- Coppa d'Armenia: 3

P'yownik: 2004, 2009, 2010
- Supercoppa d'Armenia: 5

P'yownik:  2004, 2005, 2007, 2008, 2010

### Individuale
- Calciatore armeno dell'anno: 1

2010